# Superpohár UEFA
Superpohár UEFA (anglicky: UEFA Super Cup) je každoroční jednozápasová soutěž, která se odehrává vždy na začátku sezony a účastní se jí vítěz Ligy mistrů UEFA a Evropské ligy UEFA ze sezony předcházející. O ocenění se do roku 1997 hrálo systémem doma/venku na dvě utkání. Od roku 1998 se hrálo pouze na jeden zápas, který se do roku 2012 konal v Monaku na tamním stadionu Stade Louis II. Od roku 2013 jsou města různá (stále na jeden zápas). První utkání mimo Monako bylo v Česku na stadionu pražské slavie.

## Historie

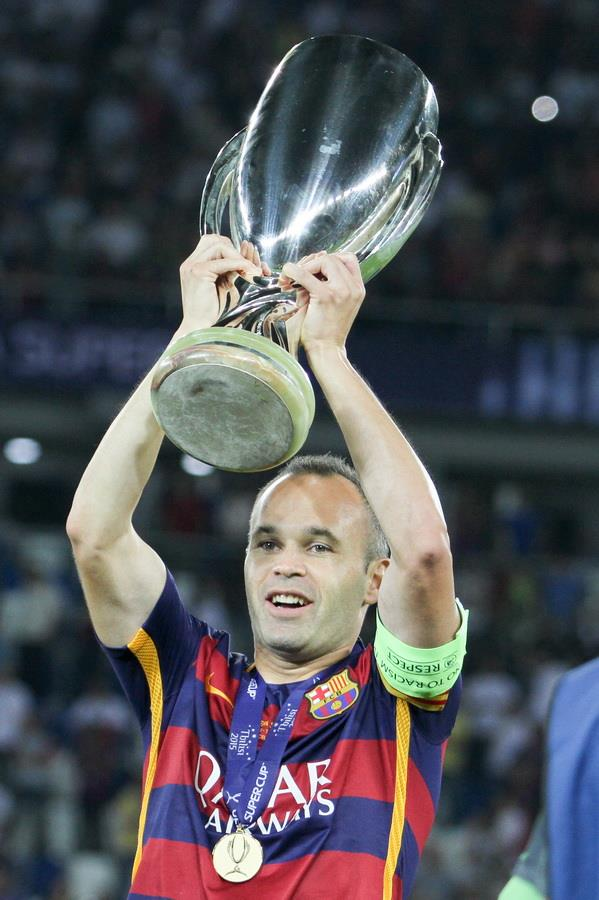
Andrés Iniesta držící pohár v roce 2015.

Soutěž byla poprvé uspořádána v sezoně 1973/1974 (neoficiálně již o rok dříve) pro vítěze Poháru mistrů evropských zemí a Poháru vítězů pohárů. Po zrušení Poháru vítězů pohárů (v roce 1999) se místo jeho vítěze utkává vítěz Poháru UEFA. Do ročníku 1998 se Superpohár hrál na dva zápasy (doma a venku) a vítězem se stal tým, který vstřelil více gólů, popřípadě více gólů na soupeřově hřišti. O vítězi se za celou tuto dobu nikdy nerozhodovalo až v penaltovém rozstřelu. Jednou byl vítěz určen pomocí zlatého gólu. Tak jako je to i v ostatních soutěžích UEFA, pokud vítěz vyhraje pohár třikrát, je oprávněn si trofej ponechat.

## Zrušené ročníky
- 1974 – Duel mezi západoněmeckým Bayernem Mnichov a východoněmeckým 1. FC Magdeburg zrušen z politických důvodů.
- 1981 – Duel mezi anglickým Liverpoolem a Dinamem Tbilisi z Gruzínské sovětské republiky byl zrušen kvůli nedostatku volných termínů k sehrání zápasů ze strany FC Liverpool.
- 1985 – Ročník zrušen kvůli neštěstí na bruselském stadionu Stade du Heysel, na kterém před finále Poháru mistrů evropských zemí mezi Juventusem Turín a FC Liverpool zahynulo 39 lidí, převážně fanoušků Juventusu.

## Jednotlivá finále
Legenda:
- PMEZ – vítěz Poháru mistrů evropských zemí
- LM – vítěz Ligy mistrů UEFA
- PU – vítěz Poháru UEFA
- EL – vítěz Evropské ligy UEFA
- PVP – vítěz Poháru vítězů pohárů

| Ročník      | Stadion                                                                                     | Vítěz                                                                                       | Skóre                                                                                       | Finalista                                                                                   |
| ----------- | ------------------------------------------------------------------------------------------- | ------------------------------------------------------------------------------------------- | ------------------------------------------------------------------------------------------- | ------------------------------------------------------------------------------------------- |
| 1972 Detail | Ibrox Stadium, Glasgow                                                                      | Ajax Amsterdam (PMEZ) Trenér Ștefan Kovács                                                  | 3 : 1                                                                                       | Glasgow Rangers (PVP)                                                                       |
| 1972 Detail | Olympijský stadion, Amsterdam                                                               | Ajax Amsterdam (PMEZ) Trenér Ștefan Kovács                                                  | 3 : 2                                                                                       | Glasgow Rangers (PVP)                                                                       |
| 1973 Detail | San Siro, Milán                                                                             | Ajax Amsterdam (PMEZ) Trenér George Knobel                                                  | 0 : 1                                                                                       | AC Milán (PVP)                                                                              |
| 1973 Detail | Olympijský stadion, Amsterdam                                                               | Ajax Amsterdam (PMEZ) Trenér George Knobel                                                  | 6 : 0                                                                                       | AC Milán (PVP)                                                                              |
| 1974        | Utkání mezi Bayern Mnichov (PMEZ) a 1. FC Magdeburg (PVP) neodehráno – viz zrušené ročníky. | Utkání mezi Bayern Mnichov (PMEZ) a 1. FC Magdeburg (PVP) neodehráno – viz zrušené ročníky. | Utkání mezi Bayern Mnichov (PMEZ) a 1. FC Magdeburg (PVP) neodehráno – viz zrušené ročníky. | Utkání mezi Bayern Mnichov (PMEZ) a 1. FC Magdeburg (PVP) neodehráno – viz zrušené ročníky. |
| 1975 Detail | Olympiastadion, Mnichov                                                                     | FK Dynamo Kyjev (PVP) Trenér Valerij Lobanovskyj                                            | 1 : 0                                                                                       | Bayern Mnichov (PMEZ)                                                                       |
| 1975 Detail | Republican Stadium, Kyjev                                                                   | FK Dynamo Kyjev (PVP) Trenér Valerij Lobanovskyj                                            | 2 : 0                                                                                       | Bayern Mnichov (PMEZ)                                                                       |
| 1976 Detail | Olympiastadion, Mnichov                                                                     | RSC Anderlecht (PVP) Trenér Raymond Goethals                                                | 1 : 2                                                                                       | Bayern Mnichov (PMEZ)                                                                       |
| 1976 Detail | Constant Vanden Stock Stadion, Brusel                                                       | RSC Anderlecht (PVP) Trenér Raymond Goethals                                                | 4 : 1                                                                                       | Bayern Mnichov (PMEZ)                                                                       |
| 1977 Detail | HSH Nordbank Arena, Hamburk                                                                 | FC Liverpool (PMEZ) Trenér Bob Paisley                                                      | 1 : 1                                                                                       | Hamburger SV (PVP)                                                                          |
| 1977 Detail | Anfield, Liverpool                                                                          | FC Liverpool (PMEZ) Trenér Bob Paisley                                                      | 6 : 0                                                                                       | Hamburger SV (PVP)                                                                          |
| 1978 Detail | Constant Vanden Stock Stadion, Brusel                                                       | RSC Anderlecht (PVP) Trenér Raymond Goethals                                                | 3 : 1                                                                                       | FC Liverpool (PMEZ)                                                                         |
| 1978 Detail | Anfield, Liverpool                                                                          | RSC Anderlecht (PVP) Trenér Raymond Goethals                                                | 1 : 2                                                                                       | FC Liverpool (PMEZ)                                                                         |
| 1979 Detail | City Ground, Nottingham                                                                     | Nottingham Forest (PMEZ) Trenér Brian Clough                                                | 1 : 0                                                                                       | FC Barcelona (PVP)                                                                          |
| 1979 Detail | Camp Nou, Barcelona                                                                         | Nottingham Forest (PMEZ) Trenér Brian Clough                                                | 1 : 1                                                                                       | FC Barcelona (PVP)                                                                          |
| 1980 Detail | City Ground, Nottingham                                                                     | Valencia CF (PVP) Trenér Pasieguito                                                         | 1 : 2                                                                                       | Nottingham Forest (PMEZ)                                                                    |
| 1980 Detail | Estadio Mestalla, Valencie                                                                  | Valencia CF (PVP) Trenér Pasieguito                                                         | 1 : 0                                                                                       | Nottingham Forest (PMEZ)                                                                    |
| 1981        | Utkání mezi FC Liverpool (PMEZ) a FC Dinamo Tbilisi (PVP) neodehráno – viz zrušené ročníky. | Utkání mezi FC Liverpool (PMEZ) a FC Dinamo Tbilisi (PVP) neodehráno – viz zrušené ročníky. | Utkání mezi FC Liverpool (PMEZ) a FC Dinamo Tbilisi (PVP) neodehráno – viz zrušené ročníky. | Utkání mezi FC Liverpool (PMEZ) a FC Dinamo Tbilisi (PVP) neodehráno – viz zrušené ročníky. |
| 1982 Detail | Camp Nou, Barcelona                                                                         | Aston Villa (PMEZ) Trenér Tony Barton                                                       | 0 : 1                                                                                       | FC Barcelona (PVP)                                                                          |
| 1982 Detail | Villa Park, Birmingham                                                                      | Aston Villa (PMEZ) Trenér Tony Barton                                                       | 3 : 0 prodl.                                                                                | FC Barcelona (PVP)                                                                          |
| 1983 Detail | HSH Nordbank Arena, Hamburk                                                                 | Aberdeen FC (PVP) Trenér Alex Ferguson                                                      | 0 : 0                                                                                       | Hamburger SV (PMEZ)                                                                         |
| 1983 Detail | Pittodrie Stadium, Aberdeen                                                                 | Aberdeen FC (PVP) Trenér Alex Ferguson                                                      | 2 : 0                                                                                       | Hamburger SV (PMEZ)                                                                         |
| 1984 Detail | Stadio Olimpico Grande Torino, Turín                                                        | Juventus Turín (PVP) Trenér Giovanni Trapattoni                                             | 2 : 0                                                                                       | FC Liverpool (PMEZ)                                                                         |
| 1985        | Utkání mezi Juventus Turín (PMEZ) a Everton FC (PVP) neodehráno – viz zrušené ročníky.      | Utkání mezi Juventus Turín (PMEZ) a Everton FC (PVP) neodehráno – viz zrušené ročníky.      | Utkání mezi Juventus Turín (PMEZ) a Everton FC (PVP) neodehráno – viz zrušené ročníky.      | Utkání mezi Juventus Turín (PMEZ) a Everton FC (PVP) neodehráno – viz zrušené ročníky.      |
| 1986 Detail | Stade Louis II., Monako                                                                     | Steaua Bukurešť (PMEZ) Trenér Anghel Iordănescu                                             | 1 : 0                                                                                       | FK Dynamo Kyjev (PVP)                                                                       |
| 1987 Detail | Olympijský stadion, Amsterdam                                                               | FC Porto (PMEZ) Trenér Tomislav Ivić                                                        | 1 : 0                                                                                       | Ajax Amsterdam (PVP)                                                                        |
| 1987 Detail | Estádio das Antas, Porto                                                                    | FC Porto (PMEZ) Trenér Tomislav Ivić                                                        | 1 : 0                                                                                       | Ajax Amsterdam (PVP)                                                                        |
| 1988 Detail | AFAS-stadion Achter de Kazerne, Mechelen                                                    | KV Mechelen (PVP) Trenér Aad de Mos                                                         | 3 : 0                                                                                       | PSV Eindhoven (PMEZ)                                                                        |
| 1988 Detail | Philips Stadion, Eindhoven                                                                  | KV Mechelen (PVP) Trenér Aad de Mos                                                         | 0 : 1                                                                                       | PSV Eindhoven (PMEZ)                                                                        |
| 1989 Detail | Camp Nou, Barcelona                                                                         | AC Milán (PMEZ) Trenér Arrigo Sacchi                                                        | 1 : 1                                                                                       | FC Barcelona (PVP)                                                                          |
| 1989 Detail | San Siro, Milán                                                                             | AC Milán (PMEZ) Trenér Arrigo Sacchi                                                        | 1 : 0                                                                                       | FC Barcelona (PVP)                                                                          |
| 1990 Detail | Stadio Luigi Ferraris, Janov                                                                | AC Milán (PMEZ) Trenér Arrigo Sacchi                                                        | 1 : 1                                                                                       | Sampdoria Janov (PVP)                                                                       |
| 1990 Detail | Stadio Renato Dall'Ara, Bologna                                                             | AC Milán (PMEZ) Trenér Arrigo Sacchi                                                        | 2 : 0                                                                                       | Sampdoria Janov (PVP)                                                                       |
| 1991 Detail | Old Trafford, Manchester                                                                    | Manchester United (PVP) Trenér Alex Ferguson                                                | 1 : 0                                                                                       | FK Crvena zvezda (PMEZ)                                                                     |
| 1992 Detail | Weserstadion, Brémy                                                                         | FC Barcelona (PMEZ) Trenér Johan Cruijff                                                    | 1 : 1                                                                                       | Werder Brémy (PVP)                                                                          |
| 1992 Detail | Camp Nou, Barcelona                                                                         | FC Barcelona (PMEZ) Trenér Johan Cruijff                                                    | 2 : 1                                                                                       | Werder Brémy (PVP)                                                                          |
| 1993 Detail | Stadio Ennio Tardini, Parma                                                                 | AC Parma (PVP) Trenér Nevio Scala                                                           | 0 : 1                                                                                       | AC Milán (finalista LM)                                                                     |
| 1993 Detail | San Siro, Milán                                                                             | AC Parma (PVP) Trenér Nevio Scala                                                           | 2 : 0                                                                                       | AC Milán (finalista LM)                                                                     |
| 1994 Detail | Arsenal Stadium, Londýn                                                                     | AC Milán (LM) Trenér Fabio Capello                                                          | 0 : 0                                                                                       | Arsenal FC (PVP)                                                                            |
| 1994 Detail | San Siro, Milán                                                                             | AC Milán (LM) Trenér Fabio Capello                                                          | 2 : 0                                                                                       | Arsenal FC (PVP)                                                                            |
| 1995 Detail | La Romareda, Zaragoza                                                                       | Ajax Amsterdam (LM) Trenér Louis van Gaal                                                   | 1 : 1                                                                                       | Real Zaragoza (PVP)                                                                         |
| 1995 Detail | Olympijský stadion, Amsterdam                                                               | Ajax Amsterdam (LM) Trenér Louis van Gaal                                                   | 4 : 0                                                                                       | Real Zaragoza (PVP)                                                                         |
| 1996 Detail | Parc des Princes, Paříž                                                                     | Juventus Turín (LM) Trenér Marcello Lippi                                                   | 6 : 1                                                                                       | PSG (PVP)                                                                                   |
| 1996 Detail | Stadio Renzo Barbera, Palermo                                                               | Juventus Turín (LM) Trenér Marcello Lippi                                                   | 3 : 1                                                                                       | PSG (PVP)                                                                                   |
| 1997 Detail | Camp Nou, Barcelona                                                                         | FC Barcelona (PVP) Trenér Louis van Gaal                                                    | 2 : 0                                                                                       | Borussia Dortmund (LM)                                                                      |
| 1997 Detail | Signal Iduna Park, Dortmund                                                                 | FC Barcelona (PVP) Trenér Louis van Gaal                                                    | 1 : 1                                                                                       | Borussia Dortmund (LM)                                                                      |
| 1998 Detail | Stade Louis II., Monako                                                                     | Chelsea (PVP) Trenér Gianluca Vialli                                                        | 1 : 0                                                                                       | Real Madrid (LM)                                                                            |
| 1999 Detail | Stade Louis II., Monako                                                                     | Lazio Řím (PVP) Trenér Sven-Göran Eriksson                                                  | 1 : 0                                                                                       | Manchester United (LM)                                                                      |
| 2000 Detail | Stade Louis II., Monako                                                                     | Galatasaray Istanbul (PU) Trenér Mircea Lucescu                                             | 2 : 1 prodl.                                                                                | Real Madrid (LM)\|                                                                          |
| 2001 Detail | Stade Louis II., Monako                                                                     | FC Liverpool (PU) Trenér Gérard Houllier                                                    | 3 : 2                                                                                       | Bayern Mnichov (LM)                                                                         |
| 2002 Detail | Stade Louis II., Monako                                                                     | Real Madrid (LM) Trenér Vicente del Bosque                                                  | 3 : 1                                                                                       | Feyenoord Rotterdam (PU)                                                                    |
| 2003 Detail | Stade Louis II., Monako                                                                     | AC Milán (LM) Trenér Carlo Ancelotti                                                        | 1 : 0                                                                                       | FC Porto (PU)                                                                               |
| 2004 Detail | Stade Louis II., Monako                                                                     | Valencia CF (PU) Trenér Claudio Ranieri                                                     | 2 : 1                                                                                       | FC Porto (LM)                                                                               |
| 2005 Detail | Stade Louis II., Monako                                                                     | FC Liverpool (LM) Trenér Rafael Benítez                                                     | 3 : 1 prodl.                                                                                | CSKA Moskva (PU)                                                                            |
| 2006 Detail | Stade Louis II., Monako                                                                     | Sevilla FC (PU) Trenér Juande Ramos                                                         | 3 : 0                                                                                       | FC Barcelona (LM)                                                                           |
| 2007 Detail | Stade Louis II., Monako                                                                     | AC Milán (LM) Trenér Carlo Ancelotti                                                        | 3 : 1                                                                                       | Sevilla FC (PU)                                                                             |
| 2008 Detail | Stade Louis II., Monako                                                                     | Zenit Petrohrad (PU) Trenér Dick Advocaat                                                   | 2 : 1                                                                                       | Manchester United (LM)                                                                      |
| 2009 Detail | Stade Louis II., Monako                                                                     | FC Barcelona (LM) Trenér Pep Guardiola                                                      | 1 : 0                                                                                       | FK Šachtar Doněck (PU)                                                                      |
| 2010 Detail | Stade Louis II., Monako                                                                     | Atlético Madrid (EL) Trenér Quique Sánchez Flores                                           | 2 : 0                                                                                       | FC Inter Milán (LM)                                                                         |
| 2011 Detail | Stade Louis II., Monako                                                                     | FC Barcelona (LM) Trenér Pep Guardiola                                                      | 2 : 0                                                                                       | FC Porto (EL)                                                                               |
| 2012 Detail | Stade Louis II., Monako                                                                     | Atlético Madrid (EL) Trenér Diego Simeone                                                   | 4 : 1                                                                                       | Chelsea FC (LM)                                                                             |
| 2013 Detail | Eden Aréna, Praha                                                                           | Bayern Mnichov (LM) Trenér Pep Guardiola                                                    | 2 : 2 (5:4 pen.)                                                                            | Chelsea FC (EL)                                                                             |
| 2014 Detail | Cardiff City Stadium, Cardiff                                                               | Real Madrid (LM) Trenér Carlo Ancelotti                                                     | 2 : 0                                                                                       | Sevilla FC (EL)                                                                             |
| 2015 Detail | Národní stadion Borise Paičadzeho, Tbilisi                                                  | FC Barcelona (LM) Trenér Luis Enrique                                                       | 5 : 4 prodl.                                                                                | Sevilla FC (EL)                                                                             |
| 2016 Detail | Lerkendal Stadion, Trondheim                                                                | Real Madrid (LM) Trenér Zinédine Zidane                                                     | 3 : 2 prodl.                                                                                | Sevilla FC (EL)                                                                             |
| 2017 Detail | Philip II Arena, Skopje                                                                     | Real Madrid (LM) Trenér Zinédine Zidane                                                     | 2 : 1                                                                                       | Manchester United (EL)                                                                      |
| 2018 Detail | A. Le Coq Arena, Tallinn                                                                    | Atlético Madrid (EL) Trenér Germán Burgos                                                   | 4 : 2 prodl.                                                                                | Real Madrid (LM)                                                                            |
| 2019 Detail | Vodafone Park, Istanbul                                                                     | FC Liverpool (LM) Trenér Jürgen Klopp                                                       | 2 : 2 (5:4 pen.)                                                                            | Chelsea FC (EL)                                                                             |
| 2020 Detail | Puskás Aréna, Budapešť                                                                      | Bayern Mnichov (LM) Trenér Hans-Dieter Flick                                                | 2 : 1 prodl.                                                                                | Sevilla FC (EL)                                                                             |
| 2021 Detail | Windsor Park, Belfast                                                                       | Chelsea (LM) Trenér Thomas Tuchel                                                           | 1–1 (6:5 pen.)                                                                              | Villarreal CF (EL)                                                                          |
| 2022 Detail | Olympijský stadion, Helsinky                                                                | Real Madrid (LM) Trenér Carlo Ancelotti                                                     | 2–0                                                                                         | Eintracht Frankfurt (EL)                                                                    |
| 2023 Detail | Stadion Karaiskakis, Pireus                                                                 | Manchester City (LM) Trenér Pep Guardiola                                                   | 1–1 (5:4 pen.)                                                                              | Sevilla FC (EL)                                                                             |
| 2024 Detail | Národní stadion, Varšava                                                                    | Real Madrid (LM) Trenér Carlo Ancelotti                                                     | 2–0                                                                                         | Atalanta BC (EL)                                                                            |
| 2025 Detail | Stadio Friuli, Udine                                                                        | Paris Saint-Germain FC (LM) Trenér Luis Enrique                                             | 2–2 (4:3 pen.)                                                                              | Tottenham Hotspur FC (EL)                                                                   |

## Vítězové

### Podle země
| Země        | Vítěz | Vítězné kluby |
| Španělsko   | 17    | Real Madrid (6 – 2002, 2014, 2016, 2017, 2022,2024) Barcelona (5 – 1992, 1997, 2009, 2011, 2015) Atlético Madrid (3 – 2010, 2012, 2018) Valencia CF (2 – 1980, 2004) Sevilla FC (1 – 2006) |
| Itálie      | 9     | AC Milán (5 – 1989, 1990, 1994, 2003, 2007) Juventus (2 – 1984, 1996) Parma (1 – 1993) Lazio (1 – 1999)                                                                                    |
| Anglie      | 10    | Liverpool (4 – 1977, 2001, 2005, 2019) Chelsea (2 – 1998, 2021) Nottingham Forest (1 – 1979) Aston Villa (1 – 1982) Manchester City (1 – 2023) Manchester United (1 – 1991)                |
| Belgie      | 3     | Anderlecht (2 – 1976, 1978) KV Mechelen (1 – 1988) |
| Německo     | 2     | Bayern Mnichov (2 – 2013, 2020) |
| Nizozemsko  | 2     | Ajax (2 – 1973, 1995) |
| Ukrajina    | 1     | FK Dynamo Kyjev (1 – 1975) |
| Skotsko     | 1     | Aberdeen (1 – 1983) |
| Rumunsko    | 1     | Steaua Bukurešť (1 – 1986) |
| Portugalsko | 1     | Porto (1 – 1987) |
| Turecko     | 1     | Galatasaray SK (1 – 2000) |
| Rusko       | 1     | FK Zenit Sankt-Petěrburg (1 – 2008) |
| Francie     | 1     | Paris Saint-Germain FC (1 – 2025) |

### Kluby
| Klub                     | Vítězství                          | Prohrané finále                    |
| FC Barcelona             | 1992, 1997, 2009, 2011, 2015       | 1979, 1982, 1989, 2006             |
| AC Milán                 | 1989, 1990, 1994, 2003, 2007       | 1973, 1993                         |
| Real Madrid              | 2002, 2014, 2016, 2017, 2022, 2024 | 1998, 2000, 2018                   |
| Liverpool FC             | 1977, 2001, 2005, 2019             | 1978, 1984                         |
| Atlético Madrid          | 2010, 2012, 2018                   | —                                  |
| AFC Ajax                 | 1973, 1995                         | 1987                               |
| Anderlecht               | 1976, 1978                         | —                                  |
| Juventus                 | 1984, 1996                         | —                                  |
| Valencia CF              | 1980, 2004                         | —                                  |
| Chelsea                  | 1998, 2021                         | 2012, 2013, 2019                   |
| Bayern Mnichov           | 2013, 2020                         | 1975, 1976, 2001                   |
| Sevilla FC               | 2006                               | 2007, 2014, 2015, 2016, 2020, 2023 |
| FC Porto                 | 1987                               | 2003, 2004, 2011                   |
| Manchester City          | 2023                               |                                    |
| Manchester United        | 1991                               | 1999, 2008, 2017                   |
| FK Dynamo Kyjev          | 1975                               | 1986                               |
| Nottingham Forest        | 1979                               | 1980                               |
| Aston Villa              | 1982                               | —                                  |
| Aberdeen                 | 1983                               | —                                  |
| Steaua Bukurešť          | 1986                               | —                                  |
| KV Mechelen              | 1988                               | —                                  |
| AC Parma                 | 1993                               | —                                  |
| SS Lazio                 | 1999                               | —                                  |
| Galatasaray SK           | 2000                               | —                                  |
| FK Zenit Sankt-Petěrburg | 2008                               | —                                  |
| Paris Saint-Germain FC   | 2025                               | 1996                               |
| Atalanta BC              | —                                  | 2024                               |
| Hamburger SV             | —                                  | 1977, 1983                         |
| Rangers                  | —                                  | 1972                               |
| PSV Eindhoven            | —                                  | 1988                               |
| UC Sampdoria             | —                                  | 1990                               |
| Werder Brémy             | —                                  | 1992                               |
| Arsenal FC               | —                                  | 1994                               |
| Real Zaragoza            | —                                  | 1995                               |
| Tottenham Hotspur FC     | —                                  | 2025                               |
| Borussia Dortmund        | —                                  | 1997                               |
| Feyenoord                | —                                  | 2002                               |
| PFK CSKA Moskva          | —                                  | 2005                               |
| FK Šachtar Doněck        | —                                  | 2009                               |
| FC Inter Milán           | —                                  | 2010                               |

### Dle soutěží
Ač by měla LM (dříve PMEZ), jednoznačně papírově silnější soutěž dominovat, realitou jsou relativně vyrovnané výsledky:
| Éra                      | LM (PMEZ) | EL (PVP, PU) |
| PMEZ vs PVP (neof. 1972) | 1         | 0            |
| PMEZ vs PVP (1973–92)    | 9         | 8            |
| LM vs PVP (1993–99)      | 3         | 4            |
| LM vs PU (2000–09)       | 5         | 5            |
| LM vs EL (2010–23)*      | 11        | 3            |

(*) – Stále pokračuje